# Bejucal
Koordinaten: 22° 57′ N, 82° 24′ W
Bejucal ist eine Stadt und ein Municipio in der kubanischen Provinz Mayabeque. Das  Municipio gehörte bis zu deren Auflösung 2010 zur Provinz La Habana.
Sie hat ca. 20.500 Einwohner bei einem Gemeindegebiet von ca. 75 km² und liegt südlich der kubanischen Hauptstadt Havanna. Im Norden grenzt es an Santiago de las Vegas, im Osten San Antonio de las Vegas und Batabanó im Süden an La Salud und im Westen an San Antonio de los Baños.
In den 1990er Jahren wurde eine Satellitenkommunikationanlage mit Hilfe Russlands errichtet. Sie stellt u. a. die Verbindung Kubas zum Internet her. Seit einem Übereinkommen zwischen Kuba und der Volksrepublik China 1999 werden auch Chinesische Kommunikationssatelliten genutzt. Es gibt Berichte, wonach die Station in Bejucal auch für elektronische Aufklärung gegen die USA genutzt wird.
Bejucal war Endpunkt der ersten Eisenbahnlinie Kubas von Havanna nach Bejucal. Als die Linie am 19. November 1837 eröffnet wurde, war sie die erste Dampfeisenbahnlinie in Lateinamerika. Nur in einigen Ländern Europas und den USA fuhren bereits Eisenbahnen, das Mutterland Spanien besaß noch keine Eisenbahnstrecke (siehe auch Ferrocarriles de Cuba).